# Courant de marée
Pour les articles homonymes, voir Courant et Courant (fluide).
Pour un article plus général, voir Courant marin.

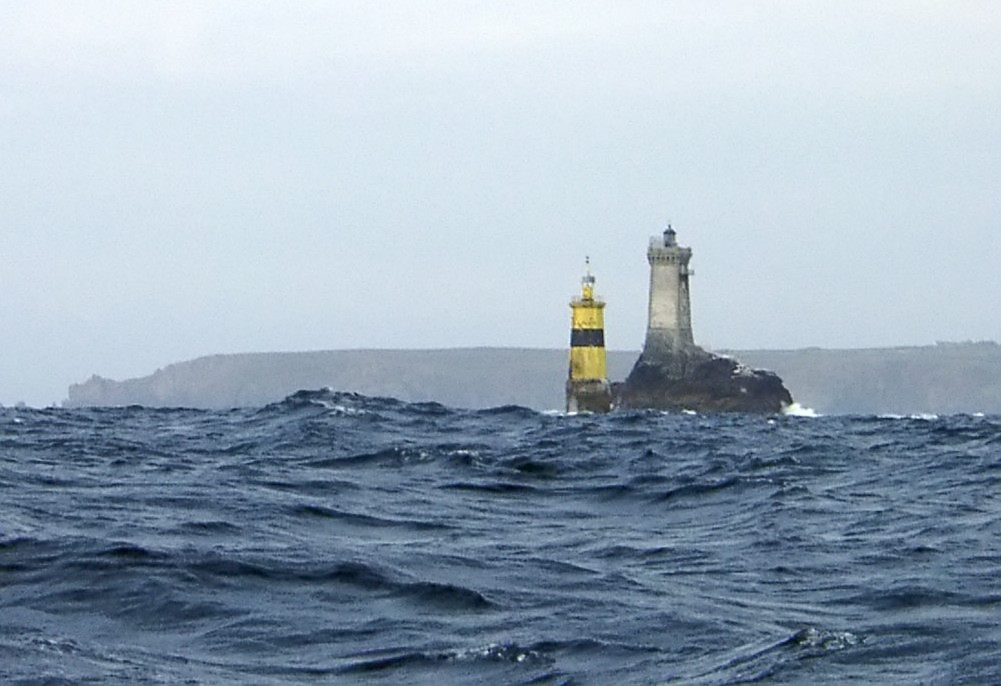
Le raz de Sein (France) est un passage que le courant de marée rend particulièrement dangereux.

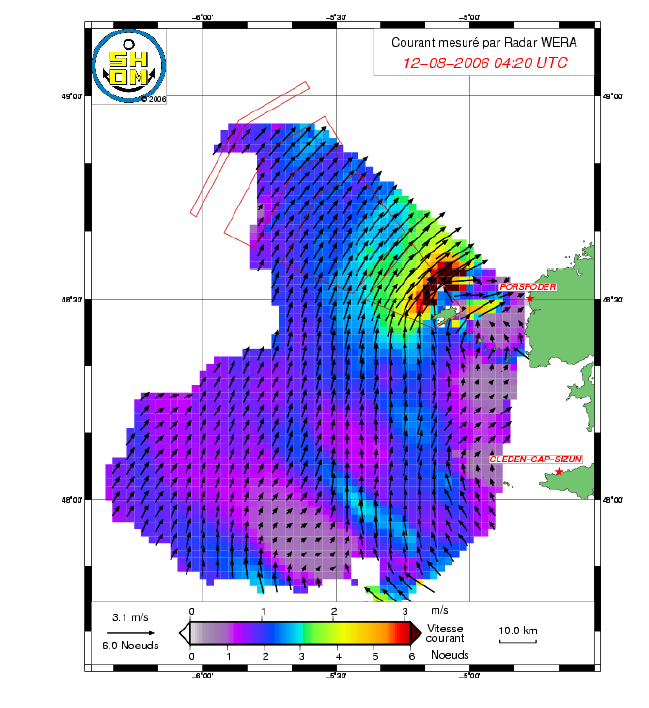
Carte de courant de surface mesurés par radar à haute fréquence, à la pointe de la Bretagne, le 12 août 2006 à du matin. Dans les régions en blanc aucune mesure n'est disponible à cet instant. Le courant mesuré ici est essentiellement causé par la marée. Il dépasse les 3 m/s (6 nœuds) dans les régions en rouge foncé, en particulier au nord d'Ouessant.

Animation de courants mesurés le 18 septembre 2009 par le même système.

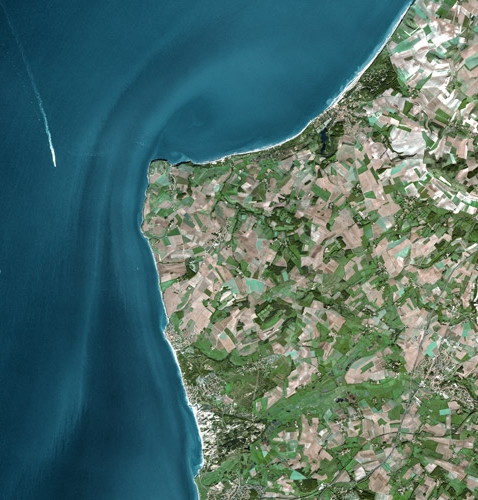
Sur cette image satellitaire SPOT du cap Gris Nez, l'impact hydrosédimentaire fort des courants est rendu visible par une modification des couleurs de l'eau. À marée montante, la déviation du courant côtier (et les turbulences associées) sont visibles de satellite. On voit ici une grande turbulence du « Fleuve côtier » formé par une masse d'eau moins salée (en raison des apports en eau douce des « trois estuaires » situés plus au sud) et remontant naturellement vers le nord)

Un courant de marée est un type de courant marin engendré par les marées. Sa force et sa direction évoluent avec le moment de la marée. Il est notable près des côtes bordant les mers influencées par la marée. Le courant de marée est plus marqué lorsque la topographie de la côte et des fonds impose aux eaux sous l'influence de la marée de transiter dans une zone resserrée : il peut alors constituer une gêne ou un danger pour la navigation des bateaux.  
La vitesse maximale du courant de marée en un lieu donné dépend à la fois du marnage de la marée et de la configuration des fonds : ce courant peut être particulièrement fort dans les raz (au Canada, Skookumchuck Narrows (en) : plus de 12 nœuds ; en Norvège (Maelstrom), en France Raz de Sein, Raz Blanchard plus de 10 nœuds), les entrées de rias ou de rivières (Étel et Gironde en France) ou de bassins fermés soumis à la marée (courant de la Jument dans le golfe du Morbihan : 7 nœuds, bassin d'Arcachon). La Manche est également parcourue par des courants pouvant atteindre 6 nœuds dans les endroits les plus resserrés. Dans les autres zones côtières françaises le courant de marée est généralement inférieur à 2 nœuds en vives eaux.

## Flot, jusant et étale
Le courant de marée généré par la marée montante est appelé le courant de flot. 
Le courant de jusant est le courant créé par la marée descendante. 
Entre les deux phases du courant, le courant devient nul durant une période variable selon le lieu : c'est l'étale ou renverse. (celle-ci dure environ une demi-heure dans le Raz de Sein).
Le courant de marée change de direction et de force au fur et à mesure de l'avancement de la marée. 
Le flot et le jusant ne coïncident pas exactement avec la marée montante et la marée descendante. Le décalage est d'autant plus important que l'on se situe loin des côtes.
Selon le lieu, les courants de marée peuvent être alternatifs ou giratoires. 
- Lorsque le courant est alternatif  le flot a, pendant toute sa durée, une direction à peu près constante qui est à l'opposé du jusant. Dans les zones de courant fort, le courant de marée est majoritairement alternatif, alors le courant le plus fort sera celui de la mi-marée
- Lorsque le courant est giratoire, la direction du courant change progressivement tout au long de la marée tout en variant en force.

## Incidence du courant de marée sur l'état de la mer
Le courant de marée, lorsqu'il s'oppose à la direction de la houle ou du vent, lève une mer qui peut être très dangereuse lorsque la force du courant est importante : les vagues sont hautes, abruptes, et souvent viennent de directions différentes. 
Pour la France parmi les zones dangereuses, caractérisées par des courants violents, on peut citer  le raz de Sein, le raz Blanchard, le raz de Barfleur, les passes du Bassin d'Arcachon, l'entrée de la rivière d'Étel. le chenal du Four, la chaussée de Keller ....

## Courant de marée et navigation maritime
En navigation, le franchissement des zones dans lesquelles le courant de marée est particulièrement important peut mettre en danger la sécurité des navires, lorsque les conditions météorologiques sont défavorables. Si on ne peut pas les éviter, il est conseillé de les traverser :
- au début de l'étale, en privilégiant l'étale qui précède une phase de courant favorable à la progression du navire ;
- à défaut, durant la phase où le courant porte dans le même sens que le vent.

Il faut se reporter aux Instructions nautiques pour connaître précisément les conditions de franchissement les plus favorables des zones les plus dangereuses car celles-ci sont également influencées de manière complexe par la configuration locale de la côte et des fonds.
En ce qui concerne Arcachon il faut impérativement franchir les passes à la pleine mer à cause des déferlantes, la pleine mer des passes a lieu 2 h 30 min avant la pleine mer d'Arcachon 
De manière plus générale, le courant de marée doit être pris en compte en navigation maritime car il influe sur la route suivie par le navire et sa vitesse de progression sur le fond. Ainsi, en Bretagne Nord (France), où les courants de marée sont très forts sur l'ensemble du bassin, les navires de plaisance à voile dont la vitesse plafonne souvent à 6 nœuds sont généralement contraints de se déplacer dans le sens des courants de la marée, en se mettant éventuellement en attente de la renverse des courants.
D'une manière générale il est toujours conseillé d'attendre la pleine mer pour passer une zone de fort courant pour éviter autant que possible les déferlantes et bien sûr passer dans le sens du courant.

## Influence du trait de côte sur le courant
Le courant est plus fort quand la côte forme un cap (raz de Sein), dans les passages resserrés (passage du Fromveur), dans les estuaires (estuaire de la Gironde) c'est un phénomène appelé effet Venturi

## Le courant influe sur l'état de la mer
Quand le vent et le courant portent dans des directions opposées les vagues sont plus hautes

## Calcul du courant de marée
Les guides nautiques fournissent pour un lieu donné la  vitesse maximum du courant pour une marée de mortes eaux moyenne (V1 coefficient 45) et une marée de vives eaux moyenne (V2 coefficient 95)
Si C est le coefficient de la marée en cours, la vitesse maximum du courant de marée V sera égale à :
{\displaystyle V=V_{1}+(C-45)*{\frac {(V_{2}-V_{1})}{50}}}
Exemple: si C = 105, V1 = 1 nœud et V2 = 2 nœuds,
on a: {\displaystyle V=1+(105-45)*{\frac {(2-1)}{50}}\Longrightarrow 1+60*{\frac {1}{50}}=2,2} nœuds
Pour les zones comportant des courants de marée importants (Nord Bretagne, Cotentin, Manche, Mer d'Iroise, Baie de Quiberon...) les guides fournissent la direction et la vitesse du courant heure par heure. Pour les autres zones, il est possible, lorsque le courant est alternatif, d'extrapoler la vitesse du courant à partir de la vitesse maximum. Les cartes marines comportent des tableaux des courants principaux, il suffit de construire un abaque pour connaître la vitesse du courant.
D'autre part des courants giratoires existent (courant du passage de la Teignouse) là aussi un abaque donne la vitesse et la direction en fonction du coefficient de marée
Un courant alternatif est un courant qui porte dans une direction au flot et dans la direction opposée pendant le jusant quel que soit le coefficient de marée
Un courant giratoire est un courant qui porte dans une direction qui varie en fonction de l'heure de la marée (donc en 12 h 25 min).
La vitesse du courant varie rapidement en début et en fin de flot et de jusant. Si la période s'écoulant entre deux étales est divisé en six périodes égales d (proches généralement d'une heure) et si t est la fin de l'étale, la vitesse du courant s'établit comme suit :
- t : 0
- t + d : 3/6 V
- t + 2d : 5/6 V
- t+  3d : V
- t + 4d : 5/6V
- t + 5d : 3/6V
- t + 6d : 0

## Autres courants marins
Il existe d'autres types de courant marins de surface :
- des courants de dérive créés par les vagues et le vent ;
- des courants de densité dus à des différences de température dans l'océan (le Gulf Stream par exemple, les tourbillons océaniques).

Il existe aussi des courants marins de profondeur, généralement dus à des différences de densité entre masses d'eaux. Ils peuvent parfois s'écouler le long de pentes topographiques, comme le sous-courant méditerranéen qui transporte des eaux issues de la mer Méditerranée dans l'océan Atlantique.